# Madiha Salem
Madiha Salem, en arabe : مديحة سالم, née le 2 octobre 1944 à  Zamalek, Le Caire, en Égypte, est une actrice de l'âge d'or du cinéma égyptien. Elle fait ses études à l'école pour les filles de Zamalek. Son père décède peu après la fin de ses études secondaires, ce qui l'oblige à abandonner ses études et à chercher du travail. Elle apparaît dans 29 films et 13 séries de télévision ou de radio des années 1960 et 1970.
Elle meurt, le 19 novembre 2015, au Caire, des suites de problèmes respiratoires.

## Filmographie
La filmographie de Madiha Salem, comprend, entre autres, les films suivants  : 
- 1975 : Strange Visitor (titre original : Az-Zair Ul-Gharib)
- 1974 : Malekat el leil
- 1972 : Les gens du Nil (titre original :Al-nass wal Nil)[3]
- 1968 : Un jour, le Nil (titre original :Al-Nil wal Hayah)
- 1968 : Hawaa alal tarik (Nashwa)
- 1967 : El nessef el akhar
- 1967 : This Man Is Driving Me Insane (titre original : El ragol da hai ganini) (Inas)
- 1965 : The Last Message (titre original : El resala el akhira)
- 1964 : La dernière nuit (titre original : El laila el akhira)[4] (sœur de Nadia)
- 1964 : The Great Adventure (titre original : El mughammara el kabira)
- 1963 : The Way of the Devil (titre original : Tarik al shaitan)
- 1962 : Beware of Eve (titre original : Ah min hawaa)
- 1961 : The Mature Teenager (titre original : El morahek el kabir)

## Source de la traduction
- (en) Cet article est partiellement ou en totalité issu de l’article de Wikipédia en anglais intitulé « Madiha Salem » (voir la liste des auteurs).